# КК Земун
КК Земун је српски кошаркашки клуб из Земуна, Београд. Из спонзорских разлога пун назив клуба тренутно гласи Земун . Тренутно се такмичи у Другој лиги Србије.

## Историја
Клуб је основан у фебруару 1978. године на територији тадашње МЗ „Сутјеска“ у Земуну. Првобитно је носио назив ОКК Борац, а за потребе тренинга и утакмица користио је отворени кошаркашки терен у дворишту ОШ „Петар Кочић“. Од сезоне 1993/94. ОКК Борац је играо у Хали Пинки. Данашњи назив клуб је добио 1994. године, а у сезони 1995/96. први пут је играо у другом савезном рангу такмичења. Земун је у сезонама 1995/96, 1996/97. и 1997/98. био стабилан друголигаш. Уследио је период финансијских проблема, те је клуб од 1998. године у први план ставио рад са млађим категоријама. Од 2001. до 2004. године Земун се није ни такмичио у сениорској конкуренцији. Од сезоне 2018/19. сениори Земуна поново играју у другом рангу такмичења.

## Учинак у претходним сезонама
| Сез.     | Првенство Србије - КЛС | Друга лига Србије | Куп Србије | Регионално такмичење | Европско такмичење |
| -------- | ---------------------- | ----------------- | ---------- | -------------------- | ------------------ |
| 2018/19. | —                      | 7. место          | —          | —                    | —                  |

## Познатији играчи
| - Новица Величковић - Урош Дувњак - Раде Загорац - Александар Митровић - Марио Накић - Данило Остојић - Марко Пецарски - Бранислав Ратковица - Урош Трифуновић - Филип Шепа | - Предраг Богосављев - Слободан Божовић - Милан Дозет |

## Познатији тренери
- Јовица Антонић
- Рајко Жижић
- Владе Јовановић
- Ненад Стефановић